# Шамнино
Шамнино — деревня в Большесельском районе Ярославской области России. 
В рамках организации местного самоуправления входит в Большесельское сельское поселение, в рамках административно-территориального устройства — в Большесельский сельский округ.

## География
Расположена в 59,5 километрах к западу от Ярославля, на северо-западной границе райцентра, села Большое Село. 

## Население
| 2007 | 2010 |
| ---- | ---- |
| 139  | ↘118 |

Согласно результатам переписи 2002 года, в национальной структуре населения русские составляли 92 % из 130 жителей.